# ロックン・ロール・イズ・キング
「ロックン・ロール・イズ・キング」 (Rock 'n' Roll Is King) は、エレクトリック・ライト・オーケストラが1983年に発表した楽曲。アルバム「シークレット・メッセージ」の最終曲である。

## 概要
50年代を意識したようなタイトル通りのロックンロール。ただし様々な音やエフェクトが使われているため、アルバム「シークレット・メッセージ」の他曲に劣らず非常に派手。
元メンバーであるミック・カミンスキーのバイオリンソロがフィーチャーされている。
ベヴ・ベヴァン曰く、「レコード会社がこの曲をシングルとして売り出した。僕らはどれがシングルになっても良かったんだけど。多分「ホールド・オン・タイト」の後釜を狙ったんだろう。見え見えだ。」

## その他
- アルバムではこの曲の前に「Thank you for listening」という逆回転されたメッセージが、この曲の後に、アルバムの冒頭のものと同様の幕間が挿入されている。
- ワーキングタイトルは「Motor Factory」で、歌詞も現在と全く異なっていた。やたらと金属音を強調したアレンジはこの名残であるが、実際はもっと派手なアレンジだった。また、ジェフ曰く、「メロディの候補があと5つ程、歌詞の候補があと4つあった」。
- 2014年にハイド・パークで行われたコンサートで演奏されたが、その後のアローン・イン・ザ・ユニバースツアーでは途中でセットリストから外された。